# Brazíliai fekete madárpók
A Grammostola pulchra a pókok rendjébe, a madárpókfélék családjába tartozó, ezen belül a  Grammostola nembe tartozó pókfaj. Több tényező miatt hobbiállatként igen kedvelt a terrarisztikában.

## Élőhelye
Őshonos fajként Dél-Brazília és Észak-Uruguay trópusi esőerdőiben jelenik meg. Mára az egész világon elterjedt, mint hobbiállat. Eredeti élőhelyén védelem alatt áll, exportja tiltva van.

## Megjelenése
Igen nagy testű pókfaj, lábfesztávolsága 15-17 cm, teste 5 cm hosszú. Alapszíne sötét, szürkéskék, idősebb korban esetleg teljesen fekete. A faj felfedezője is egy ilyen példányt írt le először.

## Életmódja
Talajlakó madárpók. A talajba pókhálóval bélelt üregeket készít.

Lassú növekedésű, de hosszú életű faj. Körülbelül hét év alatt válik ivaréretté. Általában még a hímek is tovább élnek, mint más madárpókfajok egyedei.
Meglehetősen szelíd fajként van számon tartva, azonban ezt egyetlen vadállatról sem lehet kifejezetten állítani. Jámborságát azonban bizonyítja, hogy rengeteg arachnofóbiával foglalkozó intézmény ezt a fajt (és más Grammostola nembe tartozó fajokat) használ terápiás célokra. Utótestén található ingerlő szőreit is csak ritkán bombázza, elsősorban menekül.
Táplálékát főként rovarok, időnként kisemlősök teszik ki.

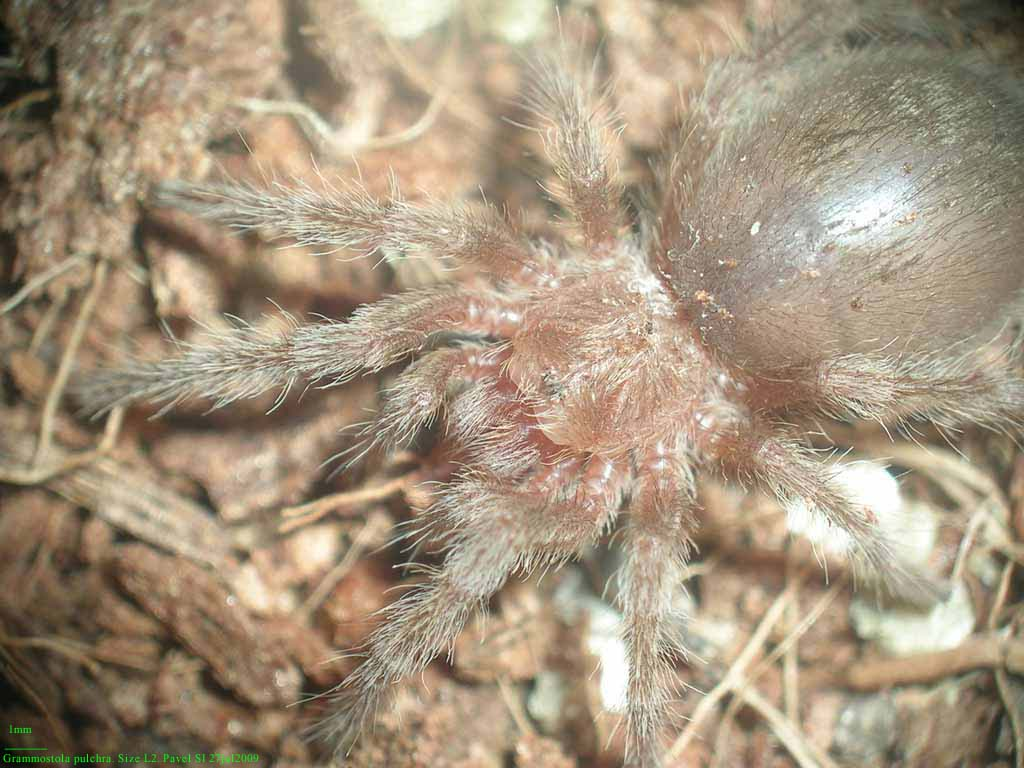
Fiatal egyed

### Párzás
A hímek átlagnál hosszabb ideig udvarolnak. A párzás végeztével a nőstény problémamentesen útjára engedi a hímet. Ahogy az egész nemre jellemző, elég sok utódnak adnak életet.

## Tartása
A Grammostola pulchra igen közkedvelt a kereskedelemben, hosszú élete és szép színezete miatt. Vérmérséklete is kiválóan megfelel akár kezdő madárpóktartók számára is.

Talajlakó pók lévén szüksége van vastag talajtakaróra (minimum 5 cm), ahová járatokat ás magának. A behelyezett bujkálókat is igénybe veszi időnként. Friss víz biztosítása is fontos. A megfelelő hőmérséklet a számára 27-29°C, ami éjjel akár 21-22 °C-ra is lemehet. Páratartalom: 65-70%.